# Белл, Нил
Нил Белл (англ. Neal Bell, род. США) — американский драматург и сценарист. Белл написал такие пьесы, как триллер «Два маленьких тела», а также стал соавтором сценария для экранизации «Два маленьких тела».
Белл написал и другие пьесы, такие как «Безделье», «Где-то в Тихом океане», «Монстр», «Операция «Полночный кульминационный момент», «Тереза Ракен»  и «Узор с брызгами (или Как мне это удалось)».